# Hồng Nguyên (nhà thơ)
Hồng Nguyên (1924?–1951?), tên thật Nguyễn Văn Vượng là một nhà thơ Việt Nam, nổi tiếng với bài thơ Nhớ.

## Tiểu sử
Theo nhà thờ tự, Hồng Nguyên sinh năm 1924 (một số tài liệu khác ghi là 1920 hoặc 1922) tại làng Đức Thọ Vạn, tổng Thọ Hạc, phủ Đông Sơn, nay thuộc phường Trường Thi, thành phố Thanh Hóa. Ông theo học Collège de Thanh Hoa (nay là Trường Trung học phổ thông chuyên Lam Sơn), tham gia cách mạng từ năm 1939 và trở thành thành viên của Hội truyền bá Quốc ngữ, một tổ chức hoạt động công khai của Đảng Cộng sản Việt Nam. Sau cách mạng, Hồng Nguyên gia nhập quân đội. Năm 1946, ông trở thành Ủy viên Ban chấp hành Hội văn hóa cứu quốc Liên khu IV.
Cuối năm 1947, Hồng Nguyên bị bệnh lao phổi phải điều trị tại bệnh viện tỉnh đặt ở Hà Lũng, huyện Thọ Xuân. Ông mất năm 1951 (có tài liệu ghi là 1952 hoặc 1954), khi đang làm Trưởng ty văn hóa tỉnh Thanh Hóa.

## Phong cách và nội dung sáng tác
Hồng Nguyên làm công tác văn nghệ trong quân đội và trở thành một nhà thơ được chú ý đến trong nền thơ ca kháng chiến chống Pháp. Ông có nhiều bài thơ in trên các báo Chiến sĩ, Dân mới, Sáng tạo, Thép mới... của Liên khu IV lúc bấy giờ. Thơ ông viết về nhiều đề tài như ca ngợi cuộc sống mới ở nông thôn, thể hiện tình cảm đối với anh bộ đội, nói lên niềm tin son sắt vào Chủ tịch Hồ Chí Minh, vào thắng lợi của cuộc kháng chiến.

## Nhớ
Nhớ là bài thơ nổi tiếng nhất của Hồng Nguyên, được ông sáng tác vào năm 1948 và sau này được đưa vào tuyển tập 100 bài thơ Việt Nam hay nhất thế kỷ XX do Trung tâm văn hoá doanh nhân và Nhà xuất bản Giáo dục tuyển chọn và công bố vào năm 2007. Bài thơ viết về người lính và tình cảm dân quân:
Lũ chúng tôi
Bọn người tứ xứ,
Gặp nhau hồi chưa biết chữ
Quen nhau từ buổi "Một hai"
Súng bắn chưa quen,
Quân sự mươi bài
Lòng vẫn cười vui kháng chiến
Lột sắt đường tàu,
Rèn thêm đao kiếm,
Áo vải chân không,
Đi lùng giặc đánh.
[...]
Nghỉ lại lưng đèo
Nằm trên dốc nắng
Kỳ hộ lưng nhau ngang bờ cát trắng
Quờ chân tìm hơi ấm đêm mưa
- Đằng nớ vợ chưa?
- Đằng nớ?
- Tớ còn chờ độc lập.
Cả lũ cười vang bên ruộng bắp
Nhìn o thôn nữ cuối nương dâu
[...]
Đêm đó chúng tôi đi
Nòng súng nghiêng nghiêng,
Đường mòn thấp thoáng
Trong điếm nhỏ,
Mươi người trai tráng,
Sờ chuôi lựu đạn.
Ngồi thổi nùn rơm
Thức vừa rạng sáng.
Nhìn trời sương nhẩm bước chúng tôi đi
Chúng tôi đi nhớ nhất câu ni:
Dân chúng cầm tay lắc lắc:
"Độc lập nhớ rẽ viền chơi ví chắc!"

Xuất hiện vào thời kỳ đầu cuộc kháng chiến chống Pháp, gần như cùng lúc với Đèo cả của Hữu Loan, Tình sông núi của Trần Mai Ninh, Tây Tiến của Quang Dũng, Bên kia sông Đuống của Hoàng Cầm, Nhớ của Hồng Nguyên đã giành giải nhất cuộc thi Văn nghệ Lam Sơn.

## Vinh danh
Tên ông được đặt cho một con đường nối giữa đường Trường Thi và đường Lò Chum thuộc phường Trường Thi, thành phố Thanh Hóa.

## Tác phẩm
- Hồn thơ Việt Nam
- Đời anh nông dân vô Nam
- Nhớ
- Những khẩu hiệu trong đêm